# Message authentication algorithm
Message authentication algorithm (MAA, алгоритм аутентификации сообщений) — один их первых алгоритмов имитозащиты электронных сообщений. Был разработан Дональдом Девисом (англ. Donald Davies) и Дэвидом Клейденом из Национальной физической лаборатории Великобритании и опубликован в 1983 году. Это был один из первых подобных алгоритмов, получивших широкое распространение.
Как и любой алгоритм имитозащиты он позволяет проверить целостность сообщения, но не обеспечивает его конфиденциальность. Криптографическая стойкость алгоритма основывается на секретности ключа.

## История
Оригинальное описание алгоритма было дано на естественном языке и снабжено несколькими таблицами и двумя исходными кодами на языках Си и Бейсик. Алгоритм был стандартизирован ISO в 1987 году и стал частью стандартов ISO 8730 и ISO 8731-2, направленных на защиту аутентичности и целостности банковских транзакций.
Дальнейший криптоанализ алгоритма показал ряд уязвимостей, включая возможность взлома «грубой силой», существование коллизий и возможность восстановления ключей. По этим причинам ISO отказался от алгоритма в 2002 году. Сейчас алгоритм продолжает использоваться в основном академической среде как база для оценки различных формальных методов, а также в образовательных целях.

## Описание алгоритма
Входные данные

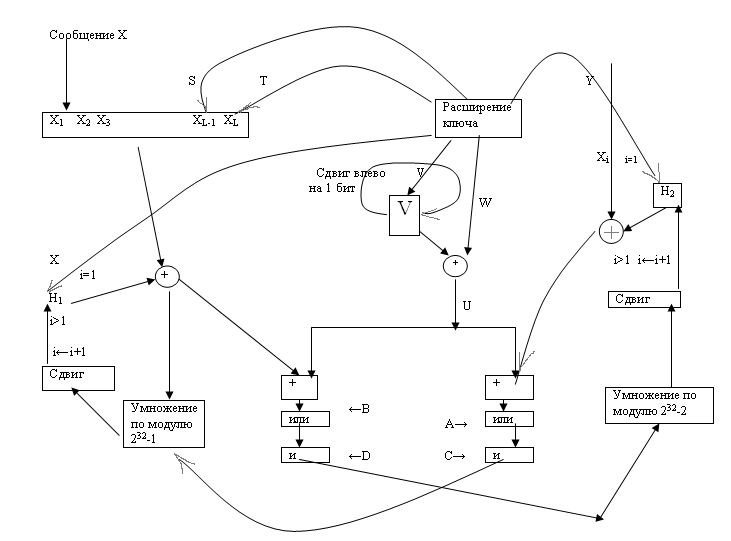

1. Сообщение S — битовая строка длины 32L, где L принимает значения от 0 до {\displaystyle 10^{6}}
2. Секретный ключ Z длины 64 бита. Ключ состоит из двух 32 разрядных чисел J и K.

Выходные данные
1. Message authentication code длиной 32 бита

Расширение ключа
Первой частью работы алгоритма является расширение 64-битного ключа (два 32-битных слова J и K) до 192 бит (шесть 32-битных слов: X, Y, W, V, S, T). Эти значения находятся следующим образом: 

1. X<- [{\displaystyle j^{4}} mod (2³² — 1)] xor [{\displaystyle j^{4}} mod (2³² — 2)] 

2. Y<- [{\displaystyle k^{5}} mod (2³² — 1) xor {\displaystyle k^{5}} mod (2³² — 2)]*(1+p)² mod (2³² — 2) 

3. V<- [{\displaystyle j^{6}} mod (2³² — 1)] xor [{\displaystyle j^{6}} mod (2³² — 2)] 

4. W<- [{\displaystyle k^{7}} mod (2³² — 1) xor {\displaystyle k^{7}} mod (2³² — 2)]*(1+p)² mod (2³² — 2) 

5. S<- [{\displaystyle j^{8}} mod (2³² — 1)] xor [{\displaystyle j^{8}} mod (2³² — 2)] 

6. T<- [{\displaystyle k^{9}} mod (2³² — 1) xor {\displaystyle k^{9}} mod (2³² — 2)]*(1+p)² mod (2³² — 2)

На следующем шаге работы алгоритма происходит замена «слабых» битов (то есть равных 00х или FFх) путём логического сложения их с P.
Константы
Константа А,B,C,D определены следующим образом:

A <- 0x02040801

B <- 0x00804021

C <- 0xbfef7fdf

D <- 0x7dfefbff
Главный цикл
Цикл проходит по всем элементам {\displaystyle X_{i}\,(1\leq i\leq L)} и его результатом являются значения H1 и H2. На первом шаге цикла переменные H11 и H21 инициализируются значениями X и Y соответственно. 
- Шаг1

Циклический сдвиг V на 1 бит влево. 

Ki= V xor W.
- Шаг2

T1= H1i xor Xi; 

T2= H2i xor Xi; 

M1= ((Ki xor T1) or B) and D

M1= ((Ki xor T2) or A) and C
- Шаг3

H1(i+1) = (M2 * T1) mod (2³² — 1)

H2(i+1) = (M1 * T2) mod (2³² — 2)

В результате получаем значения H1 и H2 равные H1l и H2l соответственно.
The Coda
MAC код формируется следующим образом: H=H1 xor H2.